# Estudios de Asia y África (revista)
Estudios de Asia y África es una revista científica arbitrada editada por el Centro de Estudios de Asia y África de El Colegio de México, publicada en castellano y de acceso abierto. Está dedicada a la historia y los estudios culturales, sociales, políticos y económicos de Asia y África.

## Historia
Fue fundada en 1966 con el nombre de Estudios Orientales. En 1975 adoptó el nombre actual, pero ello no afectó la numeración. Es publicada con una frecuencia cuatrimestral.
Cuenta con un Comité Editorial formado por académicos de instituciones de educación superior mexicanas que delinean la política editorial de la revista y están a cargo de mantener la calidad académica de los textos publicados. Cuenta también con un Consejo Asesor integrado por académicos de los cinco continentes que contribuyen igualmente a definir la política editorial y a garantizar la calidad de la publicación.
Actualmente, Estudios de Asia y África está compuesta de las siguientes secciones: Artículos, Asia y África Actuales, Traducciones, Artículos Reseña y Reseñas (información de 2022).
La gestión editorial de Estudios de Asia y África se realiza por medio del software Open Journal Systems, y cuenta con una licencia CC BY-NC-ND 4.0.
A partir de 2024 (vol. 59, núm. 1 [183], enero-abril de 2024) se publica únicamente en formato digital, y se incorporan además formatos ePub, Kindle y MP3.
A partir de 2025 (vol. 60, núm. 1 [186], enero-abril de 2025) adoptó la modalidad de publicación continua.

### Directores
Consejo directivo (1966-1971)
Graciela de la Lama (1972-1973)
Omar Martínez Legorreta (1973-1975)
Manuel Ruiz (1975-1983)
Flora Botton (1983-1987)
David N. Lorenzen (1987-1992)
Guillermo Quartucci (1992-1994/1996-1997)
Benjamín Preciado Solís (1994-1995/2001-2006)
Jorge Silva Castillo (1997-1998)
Romer Cornejo (1998-2000/2009-2011)
Hilda Varela (2000)
Carlos Mondragón (2007-2008)
Gilberto Conde (2012-2016)
José Antonio Cervera (2016-2018)
Adrián Muñoz (2018-2022)
Roberto Eduardo García Fernández (2023-)

## Política editorial

### Criterios éticos
El código de ética de la revista Estudios de Asia y África es un conjunto de compromisos y de buenas prácticas que rigen la intervención de los editores (director, Comité Editorial y equipo editorial), los autores y los dictaminadores que participan en esta publicación científica. Está disponible para su consulta en la página de la revista.

### Secciones
Artículos: contienen resultados de investigación sobre cuestiones relacionadas con Asia y África desde alguna disciplina de las ciencias sociales o las humanidades, tales como: historia, filosofía, relaciones internacionales, política, religión, filología y literatura, economía, ciencia y tecnología, antropología, medio ambiente, género, lingüística, entre otras.
Asia y África Actuales: textos más cortos que los artículos, pero cuyo contenido posee una profunda relevancia para el contexto actual e internacional. Estos textos dan a conocer evaluaciones críticas sobre cuestiones actuales relacionadas con uno o varios países de Asia y África, por lo general a partir de materias como la política, las relaciones internacionales, la seguridad internacional, la economía, las crisis humanitarias, medio ambiente, u otras materias; a menudo responden a temas y/o noticias que figuran en los medios de comunicación masiva, con la intención de brindar una visión académica de la realidad presente.
Traducciones: tienen como principal objetivo dar a conocer en español textos de países de Asia y África (fundamentalmente escritos en lenguas asiáticas o africanas) que difícilmente llegan al mundo de habla hispana y que no se hayan traducido con anterioridad al español.
Artículos Reseña: centran su contenido en la revisión profunda de obras relacionadas con Asia y África; están destinados sobre todo a discutir dos o más obras de un autor o varias obras relacionadas. 
Reseñas: son revisiones críticas de libros recientemente publicados sobre los temas de interés de la revista, es decir, sobre obras relacionadas con Asia y África. 

## Comité Editorial
El actual Comité Editorial (septiembre 2022- septiembre 2025) está constituido por dos miembros internos al Centro de Estudios de Asia y África y dos miembros externos a El Colegio de México, además del director de la revista:
Jorge Bayona, El Colegio de México, A.C., México
Emily Riley, El Colegio de México, A.C., México
Mónica Lima, Universidad Federal de Río de Janeiro, Brasil
Ignacio Villagrán, Universidad de Buenos Aires, Argentina
Roberto Eduardo García Fernández, El Colegio de México, A.C., México

## Indexación
La revista está incluida en los siguientes índices y agregadores: Scopus (desde el 2014), JSTOR (desde 1975), Scielo (desde el 2015), Redalyc (desde el 2000) y Latindex (desde 2008), entre otros.

## Números especiales
Vol. 50, núm. 3, 2015: Culturas culinarias: comida y sociedad en Asia y África, número especial coordinado por Ishita Banerjee (colaboradores: Nir Avieli, Ishita Banerjee, Cecilia Leong-Salobir, Xu Wu, María Guadalupe Aguilar Escobedo, Jon Holtzman, Arianna Huhn, Soledad Jiménez Tovar, Satomi Miura y Camila Pastor).
Vol. 57, núm. 3, 2022: Timor-Leste, dossier coordinado por Chris Lundry (colaboradores: Clinton Fernandes, Charles Scheiner, Andrés del Castillo Sánchez, Alberto Fidalgo-Castro y Chris Lundry).